# 마에시바촌
마에시바촌(前芝村)은 아이치현 호이군에 설치되었던 촌이다. 현재의 도요하시시 동부에 해당한다.